# Condition des femmes en Algérie
Cet article présente la condition des femmes en Algérie.

## Histoire

### Algérie coloniale

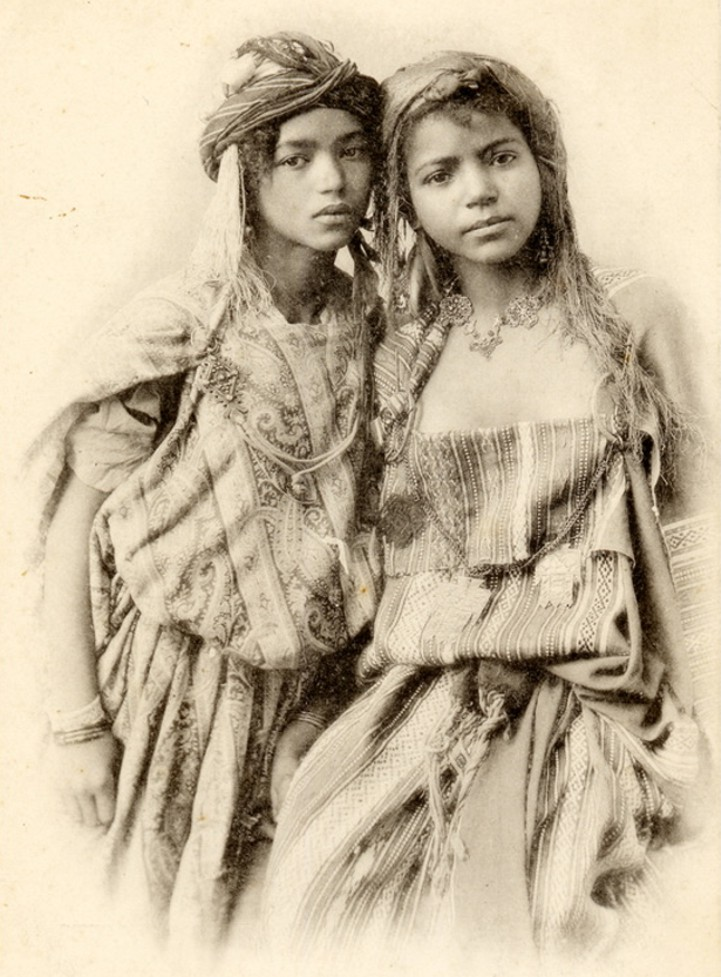
Jeunes filles algériennes vers 1906.

L'actuel territoire algérien est conquis par la France entre 1830 et 1847, devenant une colonie puis des départements français, sous le nom d'Algérie française.
Alors que les lois Jules Ferry des années 1880 auraient dû conduire à la scolarisation des Algériennes, on ne compte dans les années 1950 que 4 % de filles musulmanes scolarisées (contre 10 % pour les enfants algériens tous sexes confondus et 97 % pour les enfants d'Européens). En 1930, des centres de formation avaient été ouverts pour les jeunes Algériennes, mais leurs effectifs étaient très faibles et les élèves cantonnées à des tâches ménagères. En 1962, 90 % des Algériennes sont analphabètes. Quant au droit de vote, acquis pour les Françaises en 1944, il ne sera octroyé en Algérie qu'en 1958 ; en 1953, la France avait été critiquée par le Conseil économique et social de l'ONU pour ne pas assurer sa mise en œuvre dans ses territoires sous tutelle.
Toutefois, l'alphabétisation dépendait des douars et de la proximité du cadi avec les autorités françaises. Dans l'Algérois, les succès d'alphabétisation sont tels que des jeunes filles accèdent à des postes inconcevables auparavant sous la domination turque ou arabe. Par exemple Leïla Ben Sedira s'offre une carrière internationale de cantatrice d'opéra ; Nafissa Sid Cara finira ministre, Eugénie Djendi officier de l'Armée française. La région de Sétif verra un nombre plus élevé de bachelières que certaines régions de France métropolitaine. Évidemment, cette élévation des jeunes Algériennes à l'époque coloniale ne peut que nuire aux intérêts pan-islamistes, et créera des conflits à l'intérieur même des familles.
Le mythe de l’assimilation des femmes durant la période coloniale se limite en réalité à fixer en 1958 l’âge minimum du mariage et à instaurer le divorce judiciaire. Le prétexte de respecter la convention de 1830 (qui précise que la France ne doit pas porter atteinte aux aspects religieux et sociaux des autochtones) est en réalité une excuse, puisque la colonisation française a par la suite détruit les structures traditionnelles de la société algérienne. Cela a conduit la population à réinvestir la famille comme dernier refuge identitaire et moyen de résistance à la domination. La politologue Feriel Lalami note ainsi : « Les Algériennes se retrouvent alors prises dans une double contrainte : celle du colonialisme et celle du patriarcat de leur société et du pouvoir colonial ».
Il ne faut pas occulter que le monde arabe était traversé depuis la deuxième moitié du XIXe siècle par un courant réformateur, la Nahda, afin de réagir au déclin de l'Empire ottoman et à la nouvelle donne induite par la colonisation européenne. Des intellectuels se sont ainsi interrogés sur le statut des femmes. En 1903, l'Algérien Kamel Mohamed Ibn Mustapha publie Les droits des femmes et en 1913, l’Égyptien Mansour Fahmy La condition de la femme dans la tradition et l'évolution de l'islamisme. Ces publications ont néanmoins peu d’écho en Algérie. Du côté de l'investissement des femmes arabes, on peut noter qu'en 1924 était fondée l'Union féministe égyptienne, qui réclamait notamment la fin de la polygamie ; en 1930 avait lieu à Damas le premier Congrès des femmes d’Orient, qui demandait des réformes égalitaires ; le droit de vote avait été accordé en Turquie en 1934 et, en 1938-1939, l'hebdomadaire algérien L'Entente lançait un débat sur le statut des femmes et du voile, finalement réduit à la scolarisation des filles. Sur la question des droits des femmes, l'Algérie apparaît alors à l'époque en retrait d’autres pays arabes et musulmans. Il faut aussi noter que le pouvoir colonial n'était pas disposé à accorder des droits qu'il refusait aux Françaises en métropole, où plusieurs lois discriminatoires issues du Code napoléonien étaient toujours en vigueur.
Séjournant en Algérie de 1888 à 1892, la féministe française Hubertine Auclert observe la situation des femmes autochtones et relève la double discrimination dont elles sont victimes, familiale et coloniale, la seconde aggravant selon elle la première.

### Guerre d'Algérie
Les choses changent durant la guerre d'Algérie. Les femmes sont certes exclues des lieux publics où a commencé la conscientisation nationaliste des années précédentes, mais elles vivent intimement les discriminations (exclusion, paupérisation, etc.) et, au contact des hommes de leur famille, entendent parler des idées nationalistes. Elles aussi ont perdu des proches dans la lutte ; lors des cérémonies familiales ont lieu des moments de recueillement et des chants patriotiques. À partir de 1956, certaines femmes montent même au maquis mais, pour ne pas heurter les conceptions des hommes combattants, on incite plutôt les militantes à sensibiliser les autres femmes, aider les familles et soigner les blessés, qu'à combattre physiquement. L’année suivante, prétextant la dureté des combats, les maquisardes sont envoyées en Tunisie et au Maroc.
Même si des femmes sont engagées dans la lutte nationaliste (notamment dans l'Association des femmes musulmanes algériennes), on n'en compte aucune aux postes de responsabilité politique et militaire : le Conseil national de la révolution algérienne (CNRA) ne compte ainsi que des hommes, alors qu'une militante comme Nafissa Hamoud avait la légitimité pour y siéger. Le FLN est cependant conscient de l'intérêt de la mobilisation des femmes dans un but de propagande, afin de magnifier le soutien du peuple algérien dans son combat. Par ailleurs, certaines militantes sont aussi l'objet de procès ou victimes de torture : le cas de Djamila Bouhired, condamnée à mort, est ainsi particulièrement symbolique et donne lieu à une campagne de soutien international.

### Depuis l'indépendance
La question de la libération des femmes à l’indépendance suscite des débats mais n’est pas à l'ordre du jour. En effet, selon un discours stéréotypé, on considère que les femmes ont participé à la libération du pays, mais sans qu'il soit maintenant question de remettre en cause leur statut et de leur donner de nouveaux acquis. Ainsi, sur la question du voile, Frantz Fanon notait : « On se voile par tradition, par séparation rigide des sexes, mais aussi parce que l'occupant veut dévoiler l’Algérie ». Citant les témoignages des femmes qui ont combattu (3,1 % des effectifs), Feriel Lalami ajoute que « dans le contexte de la lutte pour l’indépendance, il était impossible pour elles d’attaquer leur propre communauté et de risquer de l'affaiblir dans un temps où toutes les forces devaient être mobilisées. […] Préserver la "personnalité algérienne" devient le rôle assigné aux femmes ». Si les nationalistes ont utilisé les idées françaises de liberté et d’égalité pour les retourner contre la puissance colonisatrice, force est de constater qu'ils ne les ont pas étendu aux femmes. Et Feriel Lalami de conclure en 2008 : « Aujourd’hui encore, le mouvement des femmes est prisonnier de ce passé et toute revendication de droits ou d'égalité est dénoncée, par le pouvoir algérien aussi bien que par les islamistes, comme atteinte aux valeurs authentiques de la nation et comme dépersonnalisation ».
Si les droits des femmes sont reconnus par la constitution, ils sont néanmoins en réalité ignorés par les hommes.
En 2020, lors du Hirak, plusieurs revendications féministes se font entendre, notamment en faveur de « l'égalité entre hommes et femmes sur le plan politique, civil, économique, culturel, social et juridique », chose saluée par la sociologue Fatma Oussedik. Les femmes se font socialement plus visibles mais le harcèlement de rue reste un problème lancinant ; la chercheuse en sociologie urbaine Khadidja Boussaïd note ainsi que la « réappropriation par les femmes de l'espace public » est un enjeu important. La question de la réappropriation de leur corps par les femmes est aussi soulevée.

## Indicateurs socio-démographiques

### Armée
En 2023, la Gendarmerie nationale algérienne compte 140 000 militaires, dont plus de 3 000 sont des femmes selon les chiffres donnés en 2024 par Yahia Ali Oulhadj, commandant de la Gendarmerie nationale.

### Éducation
En 2020, 60 % des étudiants universitaires sont des femmes.

### Emploi et vie économique
Selon l'ONS, le taux de chômage (personne souhaitant travailler et à la recherche d'un emploi) en Algérie est de 11,4 % en 2019 ; ce taux est de 9,1 % chez les hommes et de 20,4 % chez les femmes, à titre de comparaison, ce taux en France est de 8,3 % pour les femmes et de 8,4 % pour les hommes.
La population active (ensemble des personnes de plus de 15 ans et disponible sur le marché du travail, qu’elles aient un emploi ou qu’elles soient en chômage) est de 42,2 % en 2019, ce taux est estimé à 66,8 % auprès des hommes et à 17,3 % chez les femmes, la moyenne mondiale est de 71,1 % chez les hommes et de 44,9 % chez les femmes.
L’ONS note également que près de sept occupés sur dix sont salariés, tout en observant que cette part est plus importante auprès des femmes avec un taux de 78,6 %.

## Problématiques sociales

### Code de la famille
Considérant que le Code de la famille adopté en 1984 ne répond plus à la réalité contemporaine (progrès en matière de scolarisation et d'emploi des femmes, urbanisation, nouvelles manières d'envisager le couple) ni aux aspirations égalitaires des Algériennes, la chercheuse Chafika Dib Marouf appelle à son abolition. Elle lie l'existence de ce code à plusieurs dispositions qu'il permet (répudiation, polygamie, inégalité successorale) et qu'elle souhaite voir disparaître.
La pratique de la dot structure les unions matrimoniales. Les femmes sont propriétaires de la dot, offerte par les parents du marié, mais lui doivent en retour soumission et obéissance. Parmi leurs autres obligations figurent la licéité des rapports sexuels, enfanter et être pour le foyer une force de travail disponible. En échange, les mariés doivent prendre en charge le domicile et son entretien financier. Théoriquement, cela est censé assurer un certain statut aux épouses mais la réalité est cependant marquée par une domination masculine et des violences, autant dans les milieux urbains que ruraux. Chafika Dib Marouf met en parallèle la suppression de l'obligation de la dot en Grèce en 1983 : l'évolution de ce pays jusqu'à la fin du siècle en matière de condition des femmes diffère alors depuis beaucoup de l'Algérie, où la dot a été conservée.
Cette dot a par ailleurs pour objectif de faire perdurer une homogamie et une endogamie sociale et d'éviter les « mésalliances », permettant, dans certains cas, de financer l'ascension sociale des filles.
Mettant en avant les règles d'inégalité de succession entre les sexes, Chafika Dib Marouf résume ainsi la réalité de la dot : 

« Le discours religieux et juridique a tendance à énoncer l’idée suivante : les hommes dotent les femmes, d’où une réciprocité de droits et d’obligations. Les résultats de mon enquête [...] me permettent de tenir le contre-discours suivant : les femmes, en tant que mères, dotent les filles et les garçons de biens ors et/ou argent grâce à leurs activités informelles, et ces biens dotaux finissent à la fin du cycle de vie du couple dans le patrimoine des hommes. Dans un schéma général, les hommes se réapproprient ces biens dotaux par l'intermédiaire des biens successoraux inégalitaires. »

Elle ajoute que cette analyse est valable quel que soit le statut social des femmes, de la salariée du paramédical à l'universitaire. Pour elle, le Code de la famille « affirme et confirme la dépossession des femmes en Algérie ».
Le Code de la famille définit aussi strictement la liberté de circulation des femmes.

### Santé sexuelle et reproductive
Concernant l'IVG, la loi algérienne n'autorise l'avortement que pour raison médicale. Elle dispose que « L’interruption thérapeutique de grossesse vise à préserver la santé de la mère lorsque sa vie ou son équilibre psychologique et mental est gravement menacé par la grossesse ». L’interruption thérapeutique de grossesse est limitée aux seuls établissements publics hospitaliers. En dehors de ces cas, l'avortement provoqué est considéré comme criminel et il est passible de prison. Il y aurait 200 à 300 avortement provoqué clandestin en Algérie par année, dont une vingtaine qui se terminent par le décès de la mère.

### Violences faites aux femmes
En 2020, les femmes souffrent en Algérie de préjugés défavorables et croissants parmi les jeunes générations. Ainsi 88 % des Algériens, selon le PNUD, seraient « favorables à l’atteinte à l’intégrité physique des femmes » et 37,17 % contre leur accès à l’éducation. 
Un site Internet créé par deux femmes algériennes recense les féminicides, à la suite du constat que la police minore le nombre de tels actes envers les femmes,.
En mai 2021, des hommes cagoulés et armés de couteaux pénètrent les logements de fonctions d'une école à Bordj Badji Mokhtar, où résidaient neuf institutrices, dont une avec son bébé âgée de 18 mois. Pendant deux heures, elles ont été frappées, agressées aux couteaux et violées. Cet acte sauvage provoque une vague d'indignation en Algérie et rappelle à l'opinion publique qu'une femme vivant seule en Algérie n'est pas en sécurité. 

## Mouvements féminins, féminisme
Les années 1980 sont marquées par l'émergence des premières associations féminines du pays. Celles-ci organisent notamment des manifestations contre la dot. Dans les années 1990, l'Union nationale des femmes algériennes (UNFA) lie ce combat avec celui contre les inégalités de genre face à l’héritage.
En 2019, Awel Haouati et Saadia Gacem fondent les archives des luttes des femmes en Algérie.  Ce projet indépendant a pour objectif de numériser et de rendre accessible des documents écrits, visuels, imprimés et photographiques produits par des femmes activistes et des associations dirigées par des femmes.

## Personnalités
- Dihya, reine berbère morte en 703
- Djamila Bouhired, militante de la guerre d'indépendance
- Zohra Drif, militante de la guerre d'indépendance, ancienne sénatrice et ancienne vice-présidente du Conseil de la nation
- Khalida Toumi, ancienne ministre de la Culture
- Louisa Hanoune, première femme candidate à l'élection présidentielle (2004)
- Khadija Benguenna, journaliste
- Assia Djebar, femme de lettres
- Souad Massi, chanteuse
- Sofia Boutella, actrice
- Fadéla M'Rabet, femme de lettres et féministe